# Jugoslávie na Letních olympijských hrách 1984
Jugoslávii na Letních olympijských hrách 1984 v americkém Los Angeles reprezentovalo 139 sportovců, z toho 105 mužů a 34 žen v 16 sportech.

## Medailisté
| Medaile | Jméno | Sport      | Disciplína                     |
| ------- | --- | ---------- | ------------------------------ |
| Zlato   | Anton Josipović | Box        | Muži Váha polotěžká do 81 kg   |
| Zlato   | Vlado Lisjak | Zápas      | muži řecko-římský do 68 kg     |
| Zlato   | Mirko Nišović Matija Ljubek | Kanoistika | Muži C2 500 m                  |
| Zlato   | Šaban Trstena | Zápas      | muži volný styl do 52 kg       |
| Zlato   | Svetlana Anastasovska Alenka Cuderman Svetlana Dašić Slavica Dukić Dragica Đurić Mirjana Đurica Emilija Ercić Ljubinka Janković Jasna Kolar-Merdan Ljiljana Mugoša Svetlana Mugoša Mirjana Ognjenović Zorica Pavićević Jasna Ptujec Biserka Višnjić             | Házená     | Turnaj žen                     |
| Zlato   | Zlatan Arnautović Mirko Bašić Jovica Elezović Mile Isaković Pavle Jurina Milan Kalina Slobodan Kuzmanovski Dragan Mladenović Zdravko Radenović Momir Rnić Branko Strbac Veselin Vujović Veselin Vuković Zdravko Zovko                                           | Házená     | Turnaj mužů                    |
| Zlato   | Milorad Krivokapić Deni Lušić Zoran Petrović Božo Vuletić Veselin Đuho Zoran Roje Milivoj Bebić Perica Bukić Goran Sukno Tomislav Paškvalin Igor Milanović Dragan Andrić Andrija Popović                                                                        | Vodní pólo | turnaj mužů                    |
| Stříbro | Redzep Redzepovski | Box        | Muži váha muší - nad do 51 kg  |
| Stříbro | Milan Janić | Kanoistika | Muži K1 1 000 m                |
| Stříbro | Mirko Nisović Matija Ljubek | Kanoistika | Muži C2 1 000 m                |
| Stříbro | Refik Memišević | Zápas      | muži řecko-římský nad 100 kg   |
| Bronz   | Mirko Puzović | Box        | Muži velterová váha do 63,5 kg |
| Bronz   | Aziz Salihu | Box        | Muži váha supertěžká nad 91 kg |
| Bronz   | Zoran Pancić Milorad Stanulov | Veslování  | Muži dvojskif                  |
| Bronz   | Šaban Sejdiu | Zápas      | muži volný styl do 74 kg       |
| Bronz   | Jožef Tertei | Zápas      | muži řecko-římský do 100 kg    |
| Bronz   | Dražen Dalipagić Sabit Hadžić Andro Knego Emir Mutapčić Mihovil Nakić Aleksandar Petrović Dražen Petrović Ratko Radovanović Ivan Sunara Branko Vukićević Rajko Žižić Nebojša Zorkić                                                                             | Basketbal  | Turnaj mužů                    |
| Bronz   | Mirsad Baljić Mehmed Baždarević Vlado Čapljić Borislav Cvetković Stjepan Deverić Milko Đurovski Marko Elsner Nenad Gračan Tomislav Ivković Srečko Katanec Branko Miljuš Mitar Mrkela Jovica Nikolić Ivan Pudar Ljubomir Radanović Admir Smajić Dragan Stojković | Fotbal     | turnaj mužů                    |